# Wimmelbach (Obernzenn)
Wimmelbach (fränkisch: Wimmlba) ist ein Gemeindeteil des Marktes Obernzenn im Landkreis Neustadt an der Aisch-Bad Windsheim (Mittelfranken, Bayern). Wimmelbach liegt in der Gemarkung Unteraltenbernheim.

## Geografie
Unmittelbar westlich des Dorfes entspringt der Wimmelbach, ein rechter Zufluss der Zenn. Östlich des Ortes liegt das Bergholz, 0,5 km nordöstlich Lengert, 1 km nordwestlich Wolfsklinge und 0,5 km westlich der Silberleinswald. 0,75 km südwestlich befindet sich die Plattenhöhe. Die Kreisstraße NEA 17 führt zur Staatsstraße 2245 (2 km nordwestlich) bzw. nach Unteraltenbernheim zur Staatsstraße 2413 (0,6 km südlich).

## Geschichte
Der Ort wurde in einer Schenkungsurkunde des Jahres 1294 als „Wymlbach“ erstmals erwähnt, als Konrad IV. von Nürnberg und seine Frau Agnes dem Deutschen Orden die Burg Virnsberg mit Eingehörungen, darunter auch Wimmelbach, übereigneten. Der Ort bestand ursprünglich aus drei großen Höfen. Die Bedeutung des Ortsnamens ist unklar. Möglicherweise leitet er sich vom spätmittelhochdeutschen Verb wimelen „sich regen, bewegen“ ab.
Gegen Ende des 18. Jahrhunderts gab es in Wimmelbach acht Anwesen (2 Höfe, 4 Güter, 1 Haus, 1 Gemeindehirtenhaus). Das Hochgericht übte das Obervogteiamt Virnsberg aus. Die Dorf- und Gemeindeherrschaft sowie die Grundherrschaft über alle Anwesen hatte die Deutschordenskommende Virnsberg.
Im Rahmen des Gemeindeedikts wurde Wimmelbach dem 1808 gebildeten Steuerdistrikt Sondernohe und der 1811 gebildeten Ruralgemeinde Sondernohe zugeordnet. Mit dem Zweiten Gemeindeedikt (1818) wurde es in die neu gebildete Ruralgemeinde Unteraltenbernheim umgemeindet.
Literarische Erwähnung fand der Ort außerdem zum Ende des Zweiten Weltkriegs. Der englische Schriftsteller und Journalist George Orwell reiste in seiner Rolle als Kriegsberichterstatter für den Observer Ende April 1945 durch das kleine Dorf westlich von Nürnberg und schilderte in einem Zeitungsartikel seine Erlebnisse davon, wie der Krieg die Ortschaften hier weitgehend unberührt ließ.
Im Jahre 1969 wurde ein Baugebiet für Wochenendhäuser westlich des ursprünglichen Ortes ausgewiesen. Es trägt den Straßennamen Siedlung und besteht derzeit aus 24 Häusern. Am 1. Mai 1978 wurde Wimmelbach mit der Gebietsreform in Bayern nach Obernzenn eingemeindet.

## Einwohnerentwicklung
| Jahr      | 001818 | 001840 | 001861 | 001871 | 001885 | 001900 | 001925 | 001950 | 001961 | 001970 | 001987 |
| Einwohner | 61     | 64     | 79     | 82     | 97     | *98    | *80    | †94    | †95    | 92     | 80     |
| Häuser    | 11     | 13     |        |        | 18     | *21    | *17    | †15    | †15    |        | 36     |
| Quelle    | [ 16 ] | [ 17 ] | [ 18 ] | [ 19 ] | [ 20 ] | [ 21 ] | [ 22 ] | [ 23 ] | [ 24 ] | [ 25 ] | [ 1 ]  |

## Religion
Der Ort ist seit der Reformation gemischt konfessionell. Die Protestanten sind nach St. Martin (Unteraltenbernheim) gepfarrt, die Katholiken nach Mariä Himmelfahrt (Sondernohe).